# Cuerpos geniculados
Los cuerpos geniculados son dos importantes núcleos, el cuerpo geniculado lateral y cuerpo geniculado medial, situados en la cara posterior del tálamo y apoyados sobre los núcleos pulvinares. Su tamaño, que varía dependiendo de la especie animal, es muy pequeño comparado con el núcleo pulvinar sobre el que se apoya.

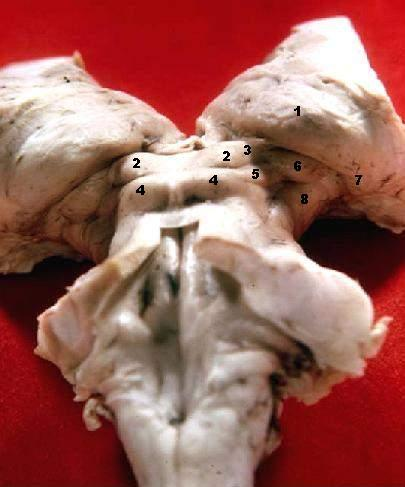
Vista infero-posterior del tálamo.
1.Núcleos pulvinares 2.Coliculos superiores 3.Rama de los coliculos superiores 4. Coliculos inferiores 5. Rama de los coliculos inferiores 6. Cuerpo geniculado medial 7. Cuerpo geniculado lateral 8. Tronco cerebral.

## Funciones
El cuerpo (o núcleo) geniculado lateral es el centro transmisor primario que recibe directamente la información visual procedente de las células ganglionares de la retina vía tracto óptico y desde el sistema de activación reticular. Las neuronas de este núcleo envían sus axones a través de la corteza calcarina, un camino directo hasta la corteza visual primaria y esta mantiene fuertes conexiones de retroalimentación hacia el núcleo. En los mamíferos, incluidos los humanos, las dos vías que enlazan el ojo con el cerebro son las que se proyectan al núcleo dorsal (la parte dorsal del cuerpo geniculado lateral del tálamo) y al colículo superior.
El cuerpo (o núcleo) geniculado medial es parte del tálamo auditivo y representa el transmisor talámico entre el colículo inferior y la corteza auditiva primaria. Se compone de varios subnúcleos que se distinguen por su morfología y densidad neuronal, por sus conexiones aferentes y eferentes y por las propiedades de codificación de sus neuronas. Se cree que este núcleo influye en la dirección y mantenimiento de la atención.